# Ion Sula
Ion Sula (n. 10 august 1980, Costești, Ialoveni) este fostul Ministru al Agriculturii și Industriei Alimentare al Republicii Moldova. A fost numit în funcție pe 18 februarie 2015, succedându-l pe Vasile Bumacov (2011-2015).
Între 2014-2015 Ion Sula a fost director general al Agenției Naționale pentru Siguranța Alimentelor, iar între 2013-2014 - viceministru al Agriculturii și Industriei Alimentare. Anterior, între 2009 și 2013 el a mai activat în cadrul Ministerului Agriculturii în Direcția generală de dezvoltare a politicilor sectoriale și siguranța alimentelor și Direcția de politici de piață a produselor de origine vegetală. Din 2002 până în 2009 a activat în sectorul privat.
Ion Sula este căsătorit și are doi copii.